# 高野秀敏
高野 秀敏（たかの ひでとし、1976年3月12日 - ）は、宮城県仙台市出身の男性実業家である。株式会社キープレイヤーズ代表取締役。東北大学特任教授（客員）。
独立系キャリアコンサルタントとして雑誌・Webメディアへ取り上げられることが多い。また、70社以上の社外役員、アドバイザー、エンジェル投資を日本国内、シリコンバレー、バングラデシュで実行。日本では、株式会社クラウドワークス、株式会社メドレー、株式会社識学、株式会社カイマクなどが代表的な投資先として挙げられる。

## 来歴
- 1999年 東北大学経済学部卒業、株式会社インテリジェンス（現・パーソルキャリア株式会社）入社。
- 2005年  インテリジェンスを退社し、株式会社キープレイヤーズを設立、代表取締役に就任。
- 2009年  株式会社メドレー 取締役に就任[6]。2011年  株式会社クラウドワークス 取締役に就任。2015年に退任[7]。
- 2012年  keyplayers bangladesh 設立。2017年 - 株式会社エージェントセブン、代表取締役に就任[8]。

## 主な著書
- 『セカンド就職のススメ』（講談社〈講談社+α新書〉、2005年10月。ISBN 4-06-272343-3）
- 『絶対に後悔しない就職先の選び方―親子で戦う就職最前線』（スタジオセロ、2007年5月。ISBN 978-4-903082-47-9）
- 『就職氷河期だからこそ絶対に後悔しない就職先の選び方』（春日出版〈春日文庫〉、2009年2月。ISBN 978-4-86321-135-3）
- 『失敗しない! 転職の技術』（高橋書店、2013年5月。ISBN 978-4471212698）
- 『転職して「成功する人」と「後悔する人」の習慣』（明日香出版社〈アスカビジネス〉、2014年8月。ISBN 978-4-7569-1718-8）
- 『ベンチャーの作法』（ダイヤモンド社、2024年11月。ISBN 4478119376）